# Gazownia Miejska w Krakowie
Gazownia Miejska – zabytkowa gazownia w Krakowie, w dzielnicy I przy ulicy Gazowej 16, na Kazimierzu. Wybudowana w latach 1856–1857 przez Niemieckie Kontynentalne Towarzystwo Gazowe z Dessau.

## Historia
Kraków był pierwszym polskim miastem, w którym zaprezentowano oświetlenie gazowe. Miało to miejsce w 1830 roku. Profesor Karol Mohr przedstawił wtedy możliwości zastosowania gazu koksowniczego w celach oświetleniowych. Pierwsze lampy zasilane z prowizorycznej gazowni zapłonęły w Krakowie przy ulicy Gołębiej.
16 kwietnia 1856 roku władze miasta podpisały umowę z Niemieckim Kontynentalnym Towarzystwem Gazowym w Dessau, zgodnie z którą towarzystwo uzyskiwało wyłączne prawo do oświetlania miasta Krakowa, dostarczania gazu konsumentom i wykonywania urządzeń gazowych. Pierwszym dyrektorem gazowni był inż. Konrad Voss. W latach 1886–1915 dyrektorem Gazowni był inż. Mieczysław Dąbrowski. 22 grudnia 1857 roku nastąpiło uruchomienie ulicznego oświetlenia gazowego. Pierwsze lampy zapłonęły w narożnikach Rynku Głównego. Produkcja gazu oparta była na procesie suchej destylacji węgla, a składnikami palnymi gazu były głównie wodór i metan. W 1864 roku przyłączono do gazowni krakowskiej odrębne wtedy miasto Podgórze. Rurę gazową poprowadzono mostem Franciszka Józefa I.
Niezadowoleni z poziomu świadczonych usług odbiorcy gazu zastrajkowali, w wyniku czego Zarząd Miejski wykupił w 1886 roku gazownię od Towarzystwa Dessaudyjskiego za kwotę 460 000 złotych reńskich. Gazownia stała się tym samym pierwszym miejskim przedsiębiorstwem przemysłowym, przyjmując nazwę Krakowska Gazownia Miejska. Produkcja gazu sięgała wtedy około 1 mln m³. Po upływie trzech lat dzięki przeprowadzonej modernizacji produkcja gazu wzrosła do około 3,5 mln m³. W 1893 zakończył się proces wymiany ulicznych lamp naftowych na gazowe, a w roku następnym rozpoczęto instalowanie lamp z koszulkami Auera dającymi mocniejsze i tańsze światło.
W 1905 roku rozpoczęto elektryfikację miasta. Początkowo elektrownia była częścią gazowni. 1 lipca 1908 odłączyła się, uzyskując odrębną osobowość prawną i została wpisana do rejestru handlowego jako Elektrownia Miejska w Krakowie. Przyłączenie w 1910 roku do Krakowa gmin Dębniki, Czarna Wieś, Łobzów, Krowodrza, Nowa Wieś, Prądnik Czerwony, Zakrzówek i Zwierzyniec zwiększyło zapotrzebowanie na gaz i stało się powodem rozpoczęcia przygotowań do budowy nowej gazowni. Plany te pokrzyżowała I wojna światowa.  Zamiast wybudowania nowej gazowni w 1922 roku zdecydowano się na gruntowną przebudowę istniejącej. W 1915 roku kierownictwo zakładu objął były dyrektor Gazowni Miejskiej w Stryju inż. Mieczysław Seifert.
Dzięki zaangażowaniu pracowników gazowni, udało się pomimo licznych trudności utrzymać jej działanie przez okres okupacji i działań wojennych w czasie II wojny światowej. Produkcji gazu zaprzestano 30 czerwca 1968 roku. Gazownia z przedsiębiorstwa produkcyjnego stała się przedsiębiorstwem dystrybucyjnym.
W 1971 roku zainstalowano pod Wawelem zasilaną gazem rzeźbę Bronisława Chromego przedstawiającą wawelskiego smoka. Rok 1982 przyniósł zaprzestanie zasilania gazem koksowniczym. Zastąpił go wysokometanowy gaz ziemny.
Obecnie jedna z czterech gazowni na obszarze Krakowa, stanowiących rejony gazownicze Polskiej Spółki Gazownictwa, zarazem siedziba Małopolskiego Zakładu Gazowniczego tej spółki.

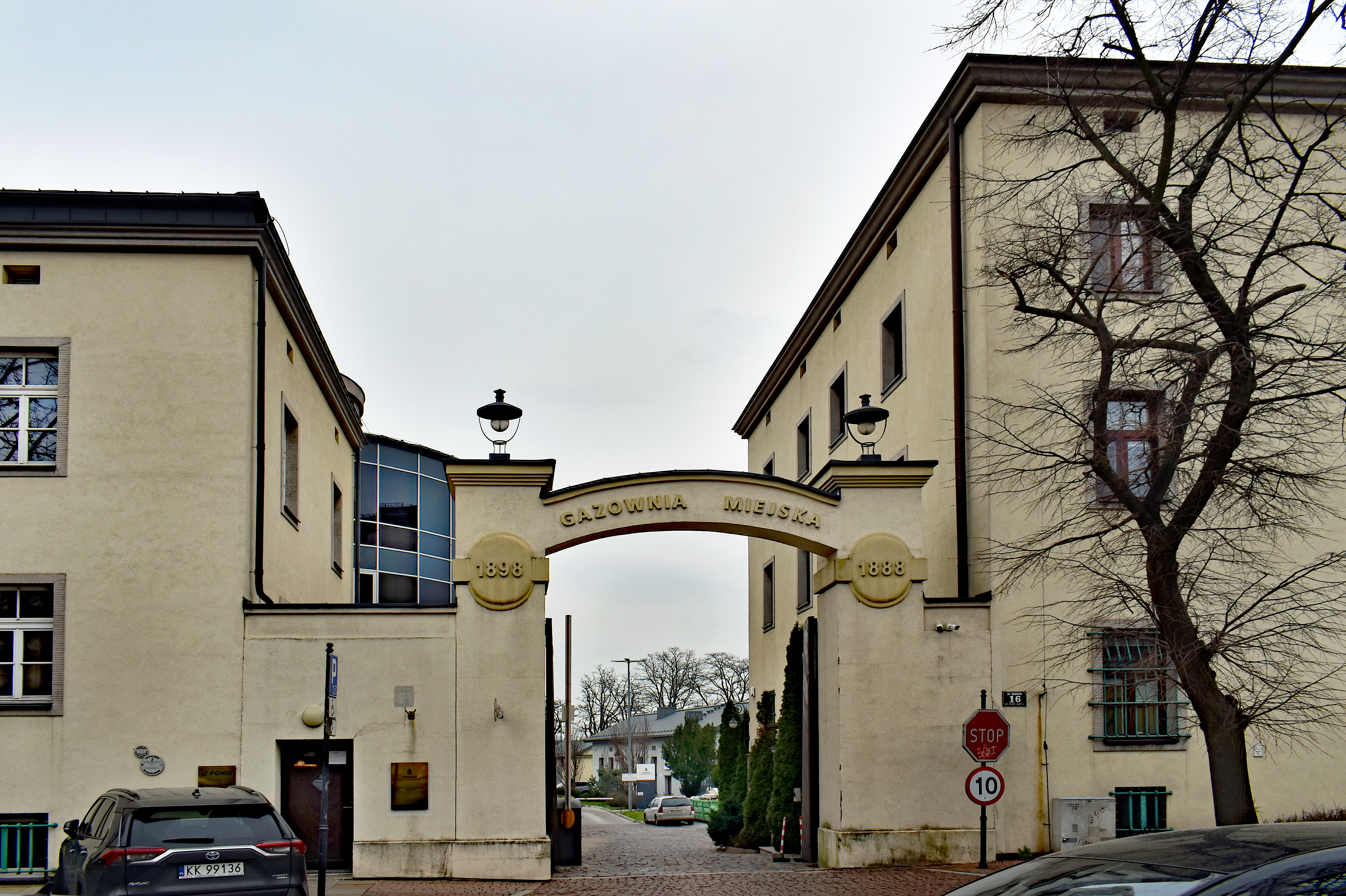
Brama gazowni od ul. Gazowej
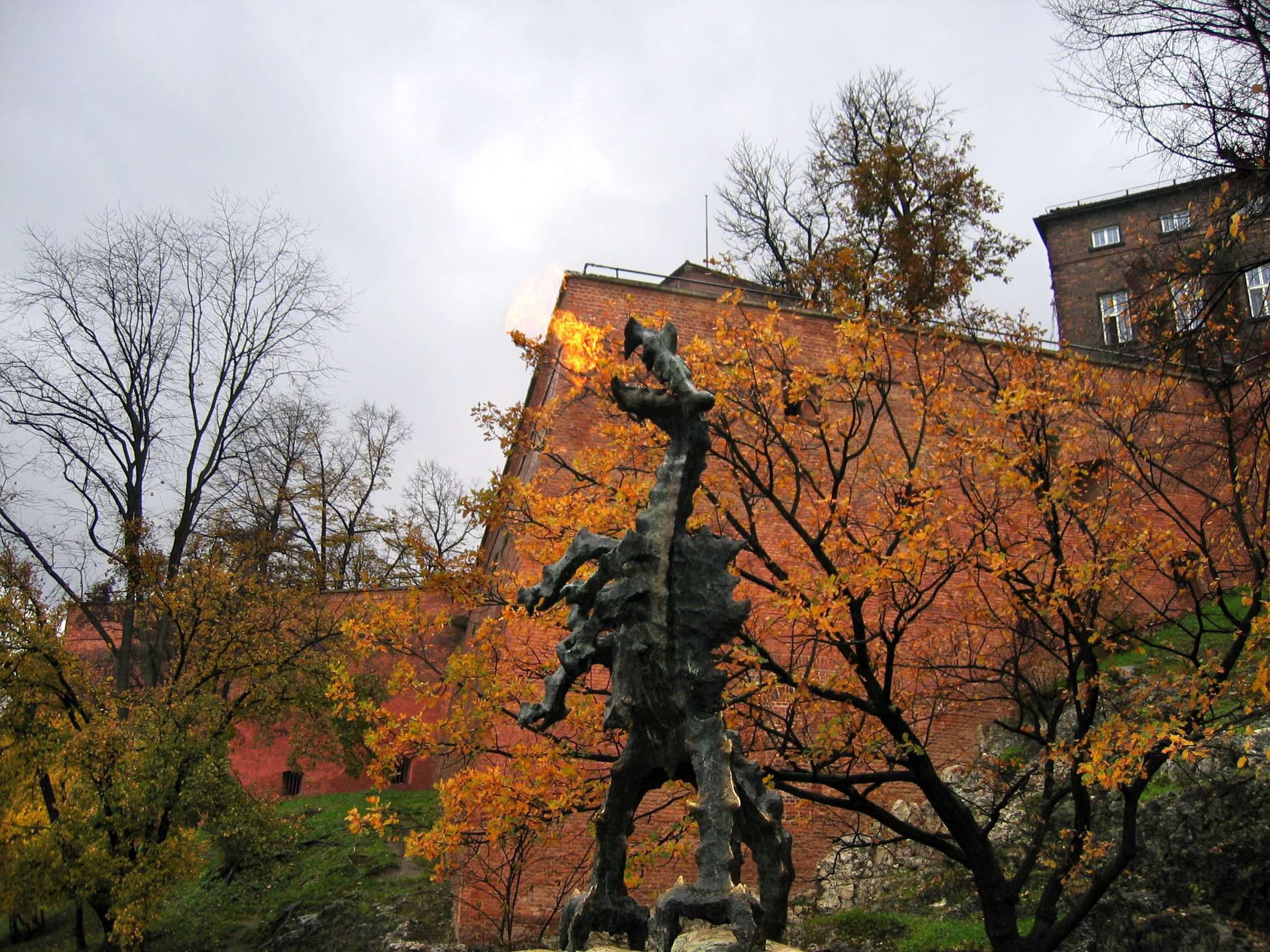
Zasilana gazem rzeźba wawelskiego smoka